# Vele Srakane
Vele Srakane là một hòn đảo thuộc lãnh thổ Croatia trên biển Adriatic. Nó nằm giữa Lošinj, Unije và Susak, ngay phía Bắc Male Srakane. Diện tích của nó là 1.15 km², và có ba người sinh sống (theo điều tra dân số năm 2011), giảm từ 8 người năm 2001. Đỉnh cao nhất là Vela straža, cao 59 mét. Tính đến  năm 2012, không có xe hơi, cửa hàng hay nước sinh hoạt trên đảo. Tuy nhiên điện vẫn có sẵn. Không có bến cảng để neo đậu thuyền trên đảo, chỉ có hai trụ bê tông không thích hợp neo trong thời gian dài, và trên bờ biển chứa nhiều rạn san hô. Hòn đảo đã có người từ thời tiền sử. Trên Vela Straža, có những tàn dư của khu định cư thời tiền sử này.